# Fussballclub Münsingen 2019-2020
Questa voce raccoglie le informazioni riguardanti il Fussballclub Münsingen nelle competizioni ufficiali della stagione 2019-2020.

## Stagione
Nella stagione 2019-2020 il Münsingen, allenato da Kurt Feuz, concluse il campionato di Promotion League al 16º posto.

## Rosa
| N. |                       | Ruolo | Calciatore       |
| -- | --------------------- | ----- | ---------------- |
| 1  | Svizzera (bandiera)   | P     | Lars Huggler     |
| 1  | Svizzera (bandiera)   | P     | Patrick Karrer   |
| 1  | Svizzera (bandiera)   | P     | Walter Rossi     |
| 2  | Svizzera (bandiera)   | D     | Jan Lehmann      |
| 3  | Svizzera (bandiera)   | D     | Nick Rothen      |
| 4  | Montenegro (bandiera) | D     | Dino Rebronja    |
| 5  | Svizzera (bandiera)   | D     | Patrick Strahm   |
| 6  | Svizzera (bandiera)   | D     | Braima Gafner    |
| 7  | Kosovo (bandiera)     | C     | Valon Selmani    |
| 8  | Svizzera (bandiera)   | C     | Markus Hubacher  |
| 9  | Svizzera (bandiera)   | A     | Sandro Christen  |
| 10 | Svizzera (bandiera)   | C     | Michael Erzinger |
| 11 | Svizzera (bandiera)   | C     | Luca Lavorato    |
| 12 | Turchia (bandiera)    | D     | Ilker Tugal      |

| N. |                               | Ruolo | Calciatore         |
| -- | ----------------------------- | ----- | ------------------ |
| 13 | Svizzera (bandiera)           | D     | Fabian Erzinger    |
| 13 | Svizzera (bandiera)           | A     | Patric Gasser      |
| 14 | Macedonia del Nord (bandiera) | C     | Agron Mustafi      |
| 16 | Svizzera (bandiera)           | D     | Nikola Marinković  |
| 17 | Svizzera (bandiera)           | D     | Daniel Mumenthaler |
| 17 | Svizzera (bandiera)           | D     | Lukas Schenkel     |
| 18 | Svizzera (bandiera)           | C     | Matthias Collard   |
| 19 | Svizzera (bandiera)           | C     | Alban Murina       |
| 20 | Svizzera (bandiera)           | D     | Maik Hauswirth     |
| 21 | Svizzera (bandiera)           | C     | Michael Wittwer    |
| 25 | Svizzera (bandiera)           | P     | Dominique Aebi     |
|    | Svizzera (bandiera)           | P     | Timon Hunziker     |
|    | Portogallo (bandiera)         | D     | Ayrton Ribeiro     |
|    | Svizzera (bandiera)           | D     | Tobias Kurz        |

## Organigramma societario
Area tecnica
- Allenatore: Kurt Feuz
- Allenatore in seconda:
- Preparatore dei portieri:
- Preparatori atletici:

## Calciomercato

### Sessione estiva
| Acquisti | Acquisti | Acquisti | Acquisti |
| R.       | Nome     | da       | Modalità |
| -------- | -------- | -------- | -------- |

| Cessioni | Cessioni | Cessioni | Cessioni |
| R.       | Nome     | a        | Modalità |
| -------- | -------- | -------- | -------- |

### Sessione invernale
| Acquisti | Acquisti | Acquisti | Acquisti |
| R.       | Nome     | da       | Modalità |
| -------- | -------- | -------- | -------- |

| Cessioni | Cessioni | Cessioni | Cessioni |
| R.       | Nome     | a        | Modalità |
| -------- | -------- | -------- | -------- |

## Risultati

### Promotion League
| Arbitro: | Odiet |

|                                           |           |              |
| Dangubic 82’ (rig.) Volina 90’ Dreier 90’ | Marcatori | 39’ Lavorato |

| Arbitro: | Huber |

|            |           |           |
| Gasser 75’ | Marcatori | 50’ Frick |

| Arbitro: | von Mandach |

|             |           |             |
| Correia 40’ | Marcatori | 90’ Collard |

| Arbitro: | Ovcharov |

|                                 |           |              |
| Rodrigues 45’ Philippe 74’, 90’ | Marcatori | 45’ Lavorato |

| Arbitro: | Borra |

|  |           |                                   |
|  | Marcatori | 36’ Alvarez 64’ Pimenta 90’ Savic |

| Arbitro: | Hänggi |

|                         |           |              |
| Pizzi 11’ Anic 62’, 89’ | Marcatori | 79’ Erzinger |

| Arbitro: | Grundbacher |

|            |           |                           |
| Murina 25’ | Marcatori | 12’ Tushi 20’, 73’ Pululu |

| Arbitro: | Ljatifi |

|                      |           |                                |
| Herger 44’ Miani 89’ | Marcatori | 60’ (rig.) Erzinger 75’ Gasser |

| Arbitro: | Odiet |

|                             |           |                                          |
| Hubacher 16’ Marinković 42’ | Marcatori | 25’, 27’ (rig.), 87’ Cortelezzi 81’ Soto |

| Arbitro: | Ghisletta |

|            |           |                                     |
| Vieira 14’ | Marcatori | 3’ Lavorato 40’ Christen 45’ Gasser |

| Arbitro: | Huber |

|              |           |                                   |
| Erzinger 30’ | Marcatori | 13’ Aravidīs 52’ Zeneli 82’ Ninte |

| Arbitro: | Staubli |

|                     |           |           |
| Wyder 29’ Kasaï 90’ | Marcatori | 8’ Gasser |

| Arbitro: | Ovcharov |

|            |           |                     |
| Gasser 69’ | Marcatori | 53’ Zárate 77’ Alic |

| Arbitro: | Thies |

|                                    |           |  |
| Sulejmani 29’ Kasai 54’ Giusto 57’ | Marcatori |  |

| Münsingen 3 novembre 2019, ore 14:30 CET 15ª giornata   | Münsingen | 2 – 0 referto | YF Juventus | Sportanlage Sandreutenen (220 spett.) |
| \| \| \| \| \| Strahm 15’ Murina 88’ \| Marcatori \| \| |           |               |             |                                       |
|                                                         |           |               |             |                                       |
| Strahm 15’ Murina 88’                                   | Marcatori |               |             |                                       |

| Arbitro: | Ljatifi |

|            |           |                                   |
| Strahm 47’ | Marcatori | 12’, 53’, 68’ Dangubic 23’ Dreier |

| Arbitro: | Carrard |

|                                                |           |  |
| Brunner 21’ Kubli 25’ Gele 44’ Pasquarelli 59’ | Marcatori |  |

| 1º marzo 2020, ore CET 18ª giornata | Münsingen | – non disputata | Étoile Carouge |  |

| 8 marzo 2020, ore CET 19ª giornata | Münsingen | – non disputata | Sion II |  |

| 14 marzo 2020, ore CET 20ª giornata | Bavois | – non disputata | Münsingen |  |

| 22 marzo 2020, ore CET 21ª giornata | Münsingen | – non disputata | Brühl |  |

| 28 marzo 2020, ore CET 22ª giornata | Basilea II | – non disputata | Münsingen |  |

| 5 aprile 2020, ore CEST 23ª giornata | Münsingen | – non disputata | Cham |  |

| 11 aprile 2020, ore CEST 24ª giornata | Bellinzona | – non disputata | Münsingen |  |

| 19 aprile 2020, ore CEST 25ª giornata | Münsingen | – non disputata | Stade Nyonnais |  |

| 25 aprile 2020, ore CEST 26ª giornata | Yverdon | – non disputata | Münsingen |  |

| 3 maggio 2020, ore CEST 27ª giornata | Münsingen | – non disputata | Köniz |  |

| 9 maggio 2020, ore CEST 28ª giornata | Black Stars Basilea | – non disputata | Münsingen |  |

| 16 maggio 2020, ore CEST 29ª giornata | Münsingen | – non disputata | Zurigo II |  |

| 23 maggio 2020, ore CEST 30ª giornata | YF Juventus | – non disputata | Münsingen |  |

## Statistiche

### Statistiche di squadra
| Competizione     | Punti | In casa | In casa | In casa | In casa | In casa | In casa | In trasferta | In trasferta | In trasferta | In trasferta | In trasferta | In trasferta | Totale | Totale | Totale | Totale | Totale | Totale | DR  |
| Competizione     | Punti | G       | V       | N       | P       | Gf      | Gs      | G            | V            | N            | P            | Gf           | Gs           | G      | V      | N      | P      | Gf     | Gs     | DR  |
| ---------------- | ----- | ------- | ------- | ------- | ------- | ------- | ------- | ------------ | ------------ | ------------ | ------------ | ------------ | ------------ | ------ | ------ | ------ | ------ | ------ | ------ | --- |
| Promotion League | 9     | 8       | 1       | 1       | 6       | 9       | 20      | 9            | 1            | 2            | 6            | 10           | 22           | 17     | 2      | 3      | 12     | 19     | 42     | -23 |
| Totale           | 9     | 8       | 1       | 1       | 6       | 9       | 20      | 9            | 1            | 2            | 6            | 10           | 22           | 17     | 2      | 3      | 12     | 19     | 42     | -23 |

### Andamento in campionato
| Giornata  | 1  | 2  | 3  | 4  | 5  | 6  | 7  | 8  | 9  | 10 | 11 | 12 | 13 | 14 | 15 | 16 | 17 |
| --------- | -- | -- | -- | -- | -- | -- | -- | -- | -- | -- | -- | -- | -- | -- | -- | -- | -- |
| Luogo     | T  | C  | T  | T  | C  | T  | C  | T  | C  | T  | C  | T  | C  | T  | C  | C  | T  |
| Risultato | P  | N  | N  | P  | P  | P  | P  | N  | P  | V  | P  | P  | P  | P  | V  | P  | P  |
| Posizione | 14 | 15 | 15 | 16 | 16 | 16 | 16 | 16 | 16 | 16 | 16 | 16 | 16 | 16 | 16 | 16 | 16 |

Legenda:

Luogo: C = Casa; T = Trasferta. Risultato: V = Vittoria; N = Pareggio; P = Sconfitta.

### Statistiche dei giocatori
| D. Aebi        | 3  | 0 | 0 | 0 |
| S. Christen    | 17 | 1 | 1 | 0 |
| M. Collard     | 16 | 1 | 1 | 0 |
| F. Erzinger    | 3  | 0 | 0 | 0 |
| M. Erzinger    | 14 | 3 | 5 | 0 |
| J. Fryand      | 4  | 0 | 0 | 0 |
| B. Gafner      | 14 | 0 | 4 | 1 |
| P. Gasser      | 12 | 5 | 5 | 0 |
| M. Hauswirth   | 11 | 0 | 1 | 0 |
| M. Hubacher    | 14 | 1 | 3 | 0 |
| L. Huggler     | 0  | 0 | 0 | 0 |
| T. Hunziker    | 1  | 0 | 0 | 0 |
| P. Karrer      | 13 | 0 | 2 | 0 |
| T. Kurz        | 0  | 0 | 0 | 0 |
| L. Lavorato    | 11 | 3 | 2 | 0 |
| J. Lehmann     | 1  | 0 | 0 | 0 |
| N. Marinković  | 8  | 1 | 4 | 0 |
| D. Mumenthaler | 6  | 0 | 1 | 0 |
| A. Murina      | 15 | 2 | 3 | 0 |
| A. Mustafi     | 6  | 0 | 3 | 0 |
| D. Rebronja    | 16 | 0 | 3 | 0 |
| A. Ribeiro     | 8  | 0 | 1 | 0 |
| W. Rossi       | 0  | 0 | 0 | 0 |
| N. Rothen      | 14 | 0 | 4 | 0 |
| L. Schenkel    | 2  | 0 | 0 | 0 |
| V. Selmani     | 11 | 0 | 4 | 0 |
| P. Strahm      | 9  | 2 | 4 | 0 |
| I. Tugal       | 11 | 0 | 1 | 1 |
| S. Turk        | 7  | 0 | 0 | 0 |
| M. Wittwer     | 4  | 0 | 0 | 0 |